# Tărbăcii
Tărbăcii este o așezare din Epoca bronzului, cultura Wietenberg, monument istoric clasificat sub cod LMI SJ-I-s-B-04898.